# Wyszki (gromada)
Wyszki – dawna gromada, czyli najmniejsza jednostka podziału terytorialnego Polskiej Rzeczypospolitej Ludowej w latach 1954–1972.
Gromady, z gromadzkimi radami narodowymi (GRN) jako organami władzy najniższego stopnia na wsi, funkcjonowały od reformy reorganizującej administrację wiejską przeprowadzonej jesienią 1954 do momentu ich zniesienia z dniem 1 stycznia 1973, tym samym wypierając organizację gminną w latach 1954–1972.
Gromadę Wyszki z siedzibą GRN w Wyszkach utworzono – jako jedną z 8759 gromad – w powiecie bielskim w woj. białostockim, na mocy uchwały nr 12/V WRN w Białymstoku z dnia 4 października 1954. W skład jednostki weszły obszary dotychczasowych gromad Wyszki, Pulsze, Sasiny, Bagińskie Nowe, Kożuszki i Werpechy Stare ze zniesionej gminy Wyszki w tymże powiecie. Dla gromady ustalono 17 członków gromadzkiej rady narodowej.
31 grudnia 1959 do gromady Wyszki przyłączono wieś Szpaki ze zniesionej gromady Malesze, wsie Falki, Filipy, Kowale-Falki (Kowale), Łubice, Zdrojki, Koćmiery i Wypychy ze znoszonej gromady Falki oraz wsie Niewino Borowe, Niewino Popławskie, Niewino Leśne, Niewino Stare i Niewino Kamieńskie ze znoszonej gromady Malinowo. Według Dziennika Urzędowego WRN, 31 grudnia 1959 do gromady Wyszki miała również być włączona wieś Mieszuki i obszar lasów państwowych N-ctwa Pietkowo (oddział 100) z gromady Mulawicze; manewr ten nie został jednak zimplementowany, lecz wznowiono go dwa lata później (patrz dalej).
31 grudnia 1961 do gromady Wyszki włączono wieś Mieszuki i obszar lasów państwowych N-ctwa Pietkowo (oddział 100) ze zniesionej gromady Mulawicze.
Gromada przetrwała do końca 1972 roku, czyli do kolejnej reformy gminnej. Z dniem 1 stycznia 1973 roku reaktywowano gminę Wyszki.